# Interleaf
Interleaf è stata un'azienda produttrice di software creata nel 1981.

## Storia
La società produceva un software per l'editing, la gestione dei flussi di approvazione e per il publishing di software tecnico.
Verso la fine degli anni novanta acquisì una società inglese denominata Texcel che produceva un content management system basato su XML; da questo prodotto nacque poi il XML content management system denominato "Bladerunner". Venne acquisita nel 2000 da Broadvision, la quale era particolarmente interessata a Bladerunner. Tutti gli altri prodotti furono dismessi.

## Prodotti
- Interleaf: sistema di authoring/editing di documenti
- RDM: sistema di gestione del flusso di approvazione del documento
- Worldview - programma di visualizzazione dei documenti
- Bladerunner - sistema di content Management basato su XML